# Swish Swish
"Swish Swish" là một bài hát của ca sĩ người Mỹ Katy Perry kết hợp với rapper người Mỹ Nicki Minaj cho album phòng thu thứ năm của Perry, Witness (2017). Bài hát được viết bởi Perry, Duke Dumont, Sarah Hudson, PJ "Promnite" Sledge, Minaj và Brittany Hazzard, trong khi được Dumont sản xuất, với sự sản xuất thêm của Sledge và Noah "Mailbox" Passovoy và sản xuất giọng hát của Passovoy. Bài hát ban đầu được phát hành dưới dạng đĩa đơn quảng cáo vào ngày 19 tháng 5 năm 2017 và sau đó là đĩa đơn thứ ba của album. "Swish Swish" là một house-inspired EDM và hip hop bài hát mẫu "Star 69" bởi Fatboy Slim mà trong các mẫu lần lượt "I Get Deep" của Roland Clark.
Nội dung bài hát nói về chiến đấu chống lại những kẻ bắt nạt, "Swish Swish" sử dụng phép ẩn dụ bóng rổ để nói về việc vượt qua những người đáng ghét và phát triển mạnh. Nhiều phương tiện truyền thông nghi ngờ rằng bài hát này là một phản ứng với "Bad Blood" của Taylor Swift, bài hát đá xéo Perry. Các nhà phê bình âm nhạc đã chia làm 2 phía tranh cãi "Swish Swish"; một số người ca ngợi về nhân quyền của ca khúc, trong khi những người khác chỉ trích lời bài hát của nó. Tuy nhiên, những câu thơ của Minaj đã được hoan nghênh. Về mặt thương mại, "Swish Swish" lọt vào top 10 ở Philippines và Scotland, top 20 ở Bỉ (Wallonia), Canada, Hungary, và Vương quốc Anh, và top 30 ở Úc, Pháp, Ireland và Hà Lan. Bài hát được chứng nhận Bạch kim ở Mỹ, Canada và Úc, cũng như Kim cương ở Brazil.
Quảng bá ca khúc đã bắt đầu với màn biểu diễn trực tiếp trong Saturday Night Live, với màn trình diễn đã được lan truyền. Sau đó, Perry tiếp tục quảng bá ca khúc trong Big Week Cuối tuần của BBC Radio 1, Liên hoan Glastonbury 2017 và The Voice Australia. Sau đó, để tiếp tục quảng bá ca khúc, một video âm nhạc, có ca sĩ người Brazil Gretchen, đã được phát hành vào ngày 3 tháng 7 năm 2017. Video âm nhạc chính thức, do Dave Meyers đạo diễn, được công chiếu vào ngày 24 tháng 8 năm 2017. Ba ngày sau, Perry và Minaj lần đầu tiên biểu diễn ca khúc trong Lễ trao giải âm nhạc video MTV 2017. "Swish Swish" được giới thiệu trong trò chơi video Just Dance 2018, với vũ đạo của nó cũng xuất hiện trong video âm nhạc của nó.

## Sản xuất và phát hành

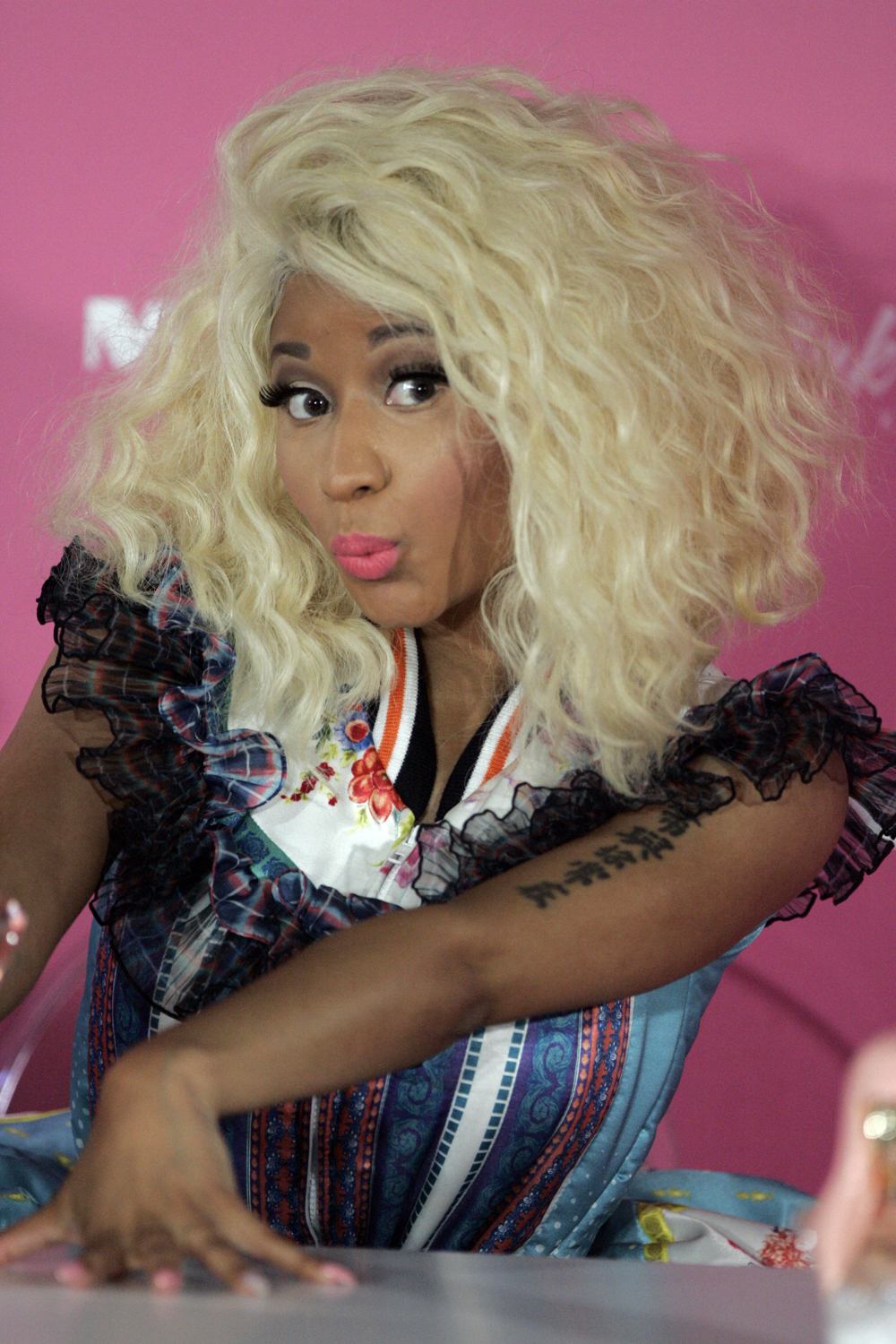
Minaj (ảnh) là một nghệ sĩ nổi bật trên "Swish Swish" và đồng sáng tác câu thơ của cô.

Sau khi Duke Dumont sản xuất một ca khúc mà Perry thu âm cho chiến dịch kỳ nghỉ 2015 của H&M có tên là "Every Day Is a Holiday", anh bày tỏ sự thích thú khi làm việc với ca sĩ một lần nữa, nói thêm: "Tôi nghĩ chúng ta có thể thay đổi mọi thứ nhiều hơn một chút cho hồ sơ tiếp theo. Ai biết chúng ta có thể làm gì?. "  Cuối cùng, họ kết hợp với nhau để làm việc trên các hồ sơ, với Dumont tuyên bố rằng Perry là một fan hâm mộ âm nhạc của mình và rằng họ vẫn giữ liên lạc, lưu ý rằng "Tầm nhìn của cô cho album không phải là một triệu dặm từ những thứ tôi chế tạo."  Anh ấy nói thêm: "[...] làm việc trong dự án này, thật tuyệt khi thấy tầm nhìn của cô ấy cho album và có thể giúp đỡ với điều đó. Tôi thực sự phấn khích với âm nhạc. "  Dumont cũng nói rằng "đó là một quá trình rất dễ dàng và chúng tôi đã tạo ra bài hát một cách nhanh chóng. Và sau đó khoảng hai tuần, tôi nghe nói rằng [Nicki Minaj] sẽ xuất hiện trên đó, nó rất nhanh. " 
Sự xuất hiện của Minaj trong bài hát chỉ công khai khi bài hát được phát hành. Minaj và Perry trước đây đã làm việc cùng nhau trong bài hát "Get on Your Knees" của Minaj, với Perry viết nó với rapper. Tuy nhiên, cô không có thời gian để thu âm giọng hát của mình và Ariana Grande đã thay thế. Như Perry nhớ lại: "Chúng tôi luôn muốn hợp tác, chúng tôi đã làm rất nhiều thứ cùng nhau... chúng tôi đã thực hiện một chương trình VH1. [... ] Tôi thực sự đã gửi cho cô ấy một vài bài hát trước khi những bài hát này được phát hành và cô ấy yêu thích "Swish Swish" nhất và cô ấy đã làm điều đó rất công bằng. Thành thật mà nói, tôi chỉ muốn cô ấy làm toàn bộ bài hát. "  Perry cũng nói về kỹ năng rap của Minaj, nhận xét: "Với Nicki, cô ấy là một [boss-ass bitch] đến nỗi bạn có thể gửi cho cô ấy bất cứ điều gì và trò chơi bút của cô ấy thật điên rồ."  Vào ngày 18 tháng 5 năm 2017, Perry đã thông báo trên Instagram ca khúc sẽ được phát hành vào nửa đêm theo giờ phương Đông. "Swish Swish" được phát hành vào ngày hôm sau là đĩa đơn thứ ba trích từ album thứ năm của mình Witness, và đã được bao gồm cùng với đặt hàng trước của album khi ra mắt.  Bìa duy nhất của nó có "biên lai cầm tay của Perry từ một nơi gọi là 'Karma Coffee & Tea'."  Vào ngày 26 tháng 5 năm 2017, Capitol Records đã xác nhận rằng họ sẽ tập trung vào việc quảng bá "Swish Swish" cho đài phát thanh pop.

## Thể loại và lời bài hát
"Swish Swish" được viết bởi Perry với Duke Dumont, Sarah Hudson, PJ "Promnite" Sledge, Nicki Minaj và Brittany Hazzard, trong khi sản phẩm của nó được Dumont thực hiện với Sledge và Noah "Mailbox" Passovoy. Nó lấy mẫu " Star 69 " của Fatboy Slim, lần lượt lấy mẫu "I Get Deep" của Roland Clark.  Dòng bass của nó được ghi nhận là tương tự như "What They Say" (2010) của Maya Jane Coles. Bài hát được biểu diễn trong phím F nhỏ với nhịp độ 120 nhịp mỗi phút trong thời gian chung. Nó sau một tiến trình hợp âm của Cm 7 -A ♭ maj 7 -Gm 7 -cm 7 -A ♭ maj 7 -Fm 7 giọng hát và Perry trải dài từ E ♭ 3 đến A ♭ 4.  Đoạn nhạc dài bốn phút và hai giây. "Swish Swish" là một nhà -inspired   EDM bài hát. Raisa Bruner of Time định nghĩa nó là một bài hát hip hop. Nó bắt đầu với một cây đàn piano thưa thớt,  trước khi "nhịp sẵn sàng cho câu lạc bộ" bắt đầu.  Lyrically, "Swish Swish" sử dụng phép ẩn dụ bóng rổ để nói về việc vượt qua những kẻ thù ghét.   Như được thêm bởi Da'Shan Smith của Billboard "'Swish Swish'" được nhắm đến một 'con cừu', người 'tính toán' nhưng không có khả năng hạ bệ tinh thần của Perry. "  Perry tuyên bố "Swish Swish" đại diện cho "một sự giải thoát khỏi mọi tiêu cực không phục vụ bạn" như là một phần của chủ đề "Giải phóng 360 độ" trong album Witness của cô. Cô cũng gọi đó là "bài quốc ca tuyệt vời để mọi người sử dụng khi ai đó cố gắng giữ bạn hoặc bắt nạt bạn". Bài hát bắt đầu bằng việc Perry so sánh mình với một con hổ, "tuyên bố rằng một người 'không mất ngủ / không cần ý kiến / từ một con sò hoặc một con cừu.'"  Trong bài hát, cô tự nhận mình là "nữ hoàng sát thủ bên lề",  và trong đoạn điệp khúc, Perry "ngọt ngào" hát "'Swish swish, bish. Một cái khác trong giỏ! '. "  Rap của Minaj ám chỉ đến "những cô nàng rap ngốc nghếch" cũng như Migos.
Sau khi phát hành, một số ấn phẩm cho rằng "Swish Swish" là một ca khúc phản ứng lại với "Bad Blood" của Taylor Swift (2014), được cho là chửi xéo Perry. Trước khi bài hát được phát hành, Perry đã được hỏi liệu có phản ứng với "Bad Blood" trên Witness hay không, với Perry trả lời: "Tôi nghĩ rằng [album mới của tôi là] một bản thu rất được trao quyền. Không có một điều gì đang kêu gọi bất kỳ một người nào. Một điều cần lưu ý là: Bạn không thể nhầm lẫn lòng tốt với sự yếu đuối và đừng đến với tôi. Bất kỳ ai. Bất kỳ ai. Bất kỳ ai. Bất kỳ ai. Và đó không phải là cho bất kỳ ai và đừng nói với tôi rằng đó là vì nó không phải vậy. Nó không phải về vấn đề đó. Thành thật mà nói, khi phụ nữ đến với nhau và họ quyết định hợp nhất, thế giới này sẽ trở thành một nơi tốt đẹp hơn. Thời kỳ kết thúc của câu chuyện. Nhưng, hãy để tôi nói điều này: Mọi thứ đều có phản ứng hoặc hậu quả vì vậy đừng quên điều đó, được thôi, em yêu. "  Khi được hỏi liệu bài hát này có nhắm đến ai đặc biệt trong chương trình The Tonight Show Starring Jimmy Fallon hay không, Perry chỉ trả lời đơn giản rằng bài hát này là một bài hát chống bắt nạt. Thêm vào đó, câu Nicki Minaj chứa dòng "Silly rap beefs just get me more checks", mà địa chỉ riêng có mục đích xấu "beef" Minaj với rapper Remy Ma, đồng thời cũng đề cập đến cô như một stan. Vào ngày 22 tháng 5 năm 2017, khi xuất hiện trên phân khúc Carpool Karaoke trong The late late show với James Corden, sau khi hát bài "Swish Swish", Corden đã hỏi Perry về mối thù năm 2013  giữa cô và Swift. "Có một tình huống. [... ] Thành thật mà nói, nó thực sự giống như cô ấy đã bắt đầu nó, và đã đến lúc cô ấy hoàn thành nó."  Cô cũng nói thêm: "Đây là luật nhân quả. Bạn làm điều gì đó, sẽ có một phản ứng, và tin tôi đi bố, sẽ có một phản ứng. Đó là tất cả về nghiệp, phải không?. "

## Phê bình
"Swish Swish" chia rẽ các nhà phê bình âm nhạc. Leonie Cooper của NME rất tích cực, lưu ý rằng "kêu gọi dòng chảy nhanh và dữ dội của Nicki Minaj cho mẫu" Swish Swish "của Fatboy Slim, trong khi đó, là một thứ gì đó tuyệt vời, biến một bài hát hay thành một bài hát hay."  Raisa Bruner of Time định nghĩa bài hát là "một ca khúc hip-hop phong cách cho phép cả hai nghệ sĩ thể hiện các lĩnh vực chuyên môn tương ứng của họ". Rianne Houghton của Digital Spy gọi nó là "một banger gợi cảm, mờ ám, và tất cả chỉ là về việc giữ biên lai."  Hannah J Davies của The Guardian tuyên bố rằng bài hát "là một tiếng nổ trong nhà với nội dung không thể chối cãi và vô nghĩa". Kevin O'Donnell của Entertainment Weekly gọi là "Swish Swish" "một trong những người khởi đầu bữa tiệc hay nhất trong sự nghiệp của cô, dành cho một số bản phối lại của kẻ giết người", cũng ca ngợi "câu thơ bốc lửa" từ Nicki Minaj.
Nhà văn nylon Sydney Gore cũng ca ngợi Minaj là "hoàn toàn tàn nhẫn khi cô đi vào cuối cùng."  Kitty Empire of The Observer cũng lưu ý rằng "mẫu Roland Clark" và "Nicki Minaj luôn sáng tạo, cung cấp nhiều sản phẩm diva hàng đầu, bóng râm."  Sal Cinquemani của Tạp chí Slant đã ca ngợi rằng Perry "lao vào nhà một cách thuyết phục" trong bài hát. Wren Graves cho kết quả của âm thanh được chọn làm ca khúc nổi bật của album, định nghĩa nó là một "ca khúc hôn vui nhộn, vui nhộn với nhịp đập của Duke Dumont, [trong đó] Perry rất nguy hiểm với những nhược điểm của mình" và "Nicki Minaj là tìm ra nhiệm vụ punchline và đấm một cách tinh vi. "  Stephen Thomas Erlewine của AllMusic cũng chọn nó làm điểm nhấn trong album. Mikael Wood của Los Angeles Times nghĩ rằng bài hát này là "một niềm vui khi Perry vần điệu" một bài khác trong giỏ "với" một bài khác trong quan tài "về nhịp đập ngôi nhà thập niên 90 của Duke Dumont.
Jillian Mapes of Pitchfork đã ít thuận lợi hơn, tuyên bố: "Nếu bạn sẽ làm điều gì đó mệt mỏi như làm nhiên liệu cho món thịt bò này, ít nhất là cho chúng tôi sự hài lòng khi làm cho nó ngon lành."  Anna Gaca của Spin lưu ý nó là "một đĩa đơn khác ít có ý nghĩa" và "một túi lấy ngẫu nhiên giọng hát của Perry, hiệu ứng thay đổi giọng nói đáng ghét và piano phát triển mạnh mẽ, tất cả đều nằm trên một nhịp phách nhà". Gavin Miller của Drown in Sound đã bị lẫn lộn trong bài phê bình của mình, gọi "phần lớn chỉ là một bản nhạc sâu lắng với Katy Perry hát một bài hát, đó không phải là một điều xấu", nhưng cảm thấy các nhà sản xuất "chỉ đưa ra những giai điệu mà họ đã có trên các ổ đĩa cứng của họ để nhóm của Perry phân chia và xem họ đại diện cho nhân khẩu học nào. "  Neil McCormick của The Daily Telegraph cảm thấy bài hát này "quá chung chung để hạ cánh bất kỳ cú đánh nào", trong khi Mike Wass của Idolator cảm thấy câu thơ của Nicki là "chung chung" và nó "nghe giống như một bản phát lại của mọi tính năng mà cô đã phát hành vào năm 2017. " 

## Thương mại
Tại Hoa Kỳ, "Swish Swish" đã ra mắt và đạt vị trí thứ 46 trên Billboard Hot 100   trong khi đạt vị trí 33 trên bảng xếp hạng Pop Songs. Bài hát đã thể hiện tốt hơn trên bảng xếp hạng Dance Club Songs, trở thành bài hát thứ 18 của cô đứng đầu bảng xếp hạng.  Với việc có mười tám bài hát đứng đầu, Perry đã trở thành ca sĩ thứ năm với số lượng nhiều nhất trong bảng xếp hạng Dance Club và mở rộng kỷ lục của cô cho hầu hết các bài hát số một liên tiếp trên bảng xếp hạng. Tính đến tháng 9 năm 2017, nó đã bán được 165.288 bản trong nước, và đã được chứng nhận Bạch kim bởi Hiệp hội Công nghiệp ghi âm Hoa Kỳ (RIAA). Tại Canada, bài hát ra mắt ở vị trí 27 trên Hot 100 Canada. "Swish Swish" sau đó đã leo lên vị trí thứ 13, trở thành bài hát thứ hai mươi của Perry trong cả nước. Nó đã được chứng nhận Bạch kim bởi Music Canada (MC) cho lô hàng 80.000 đơn vị.
Tại Úc, "Swish Swish" lần đầu tiên đứng ở vị trí 37 trên ARIA Charts vào ngày 4 tháng 6 năm 2017, trước khi đạt đỉnh ở vị trí 22 vào tháng Bảy. Tại Vương quốc Anh, "Swish Swish" xuất hiện ở vị trí 40 trên UK Singles Chart. Nó đã vươn lên vị trí thứ 29 sau khi phát hành video âm nhạc cũng như màn trình diễn trực tiếp của Perry và Minaj trong ca khúc tại Giải thưởng Video âm nhạc MTV 2017, và sau đó đạt vị trí 19 trên toàn quốc.  "Swish Swish" cũng đã được chứng nhận Vàng bởi ngành công nghiệp ghi âm tiếng Anh (BPI) cho lô hàng 400.000 chiếc.  Tại Pháp, bài hát đã ra mắt và đạt đỉnh ở vị trí 24, vào tuần 27 tháng 5 năm 2017; mặc dù nó đã trải qua sáu tuần khác để dao động các bảng xếp hạng, cho đến khi nó trở lại vị trí thứ 51 vào ngày 2 tháng 9 năm 2017.  Ở Đức, "Swish Swish" trở thành đĩa đơn xếp hạng thấp nhất của Perry, đạt vị trí thứ 76.

## Video âm nhạc

### Phát triển
Một video lyric cho bài hát đã được phát hành trên YouTube vào ngày 3 tháng 7 năm 2017, và có ca sĩ người Brazil và nhân vật truyền hình thực tế Gretchen. Nó được đạo diễn bởi Dario Vetere, và nó có vũ đạo của Fabio Duarte và CK Calasans. Hai ngày sau, Perry đã công bố một cuộc thi có tiêu đề "#SwishSwishChallenge" để các vũ công xuất hiện trong video âm nhạc chính thức của bài hát nơi các thí sinh gửi video về họ nhảy, và cô ấy sẽ chọn vũ công yêu thích của mình. Sau khi các ứng viên đăng các mục của họ vào cuối ngày 12 tháng 7, video đã được quay vào cuối tháng. Một lời trêu ghẹo cho video chính thức đã được đăng vào ngày 21 tháng 8 năm 2017, trên tài khoản YouTube cá nhân của Perry.

### Đón nhận
Video âm nhạc chính thức cho đĩa đơn được đạo diễn bởi Dave Meyers và phát hành vào ngày 24 tháng 8 năm 2017. Nó bao gồm sự xuất hiện từ Russell Horning, Gaten Matarazzo, Jenna Ushkowitz, Doug các Pug, Christine Sydelko, Dexter Mayfield, Rob Gronkowski, Joey Chestnut, Molly Shannon, Hafþór Julius Björnsson, Karl-Anthony Towns, Rich Eisen, Bill Walton và Crews Terry. Kia Stevens, Britney Young, Sydelle Noel, Ellen Wong và Jackie Tohn xuất hiện với tư cách là chính họ của họ từ GLOW. Trong video, Perry đóng vai "Kobe Perry", đội trưởng của đội bóng rổ "The Tigers" có đối thủ được gọi là "The Sheep" và Minaj biểu diễn trong chương trình giải lao của trò chơi. Video cũng có sự xuất hiện lại ngắn ngủi của Kathy Beth Terry, nhân vật của Perry trong "Last Friday Night (T.G.I.F.)", cũng như một đoạn ngắn có bài hát Bag Raiders, "Shoot Stars". Sân vận động Quốc gia ở Warszawa, Ba Lan, được sử dụng để quan sát bên ngoài địa điểm trong video. Video âm nhạc chính thức có hơn 570 triệu lượt xem trên YouTube tính đến tháng 12 năm 2019.
Elias Leight của Rolling Stone đặt tên cho nó là "ngớ ngẩn". Dave Holmes của Esquire lưu ý rằng "giống như tất cả các video nhạc pop tuyệt vời," Swish Swish "khiến bạn kiệt sức, khó chịu, bối rối và lớn hơn bạn bảy tuổi so với sáu phút trước. Thật là xấu hổ, bởi vì khi Katy Perry ngừng cố gắng trở thành người bạn thân vui nhộn của bạn, cô ấy có khả năng chơi nhạc pop tuyệt vời. "  Jordan Sargent of Spin đã viết rằng video này "tệ", mặc dù thêm vào "ít nhất nó cũng giống như Katy Perry trong tất cả vinh quang lộn xộn của cô ấy. Tuy nhiên, vẫn có một khoảng cách giữa nhân vật tát của Perry và bài hát đối đầu, răng nanh không thể vượt qua. Như vậy, Perry hầu như không thực hiện bài hát trong video. Thay vào đó, như thể 'Swish Swish' là âm nhạc phát ra nhẹ nhàng đằng sau một bản phác thảo hài mà bạn không thực sự chú ý đến. " 

## Biểu diễn trực tiếp

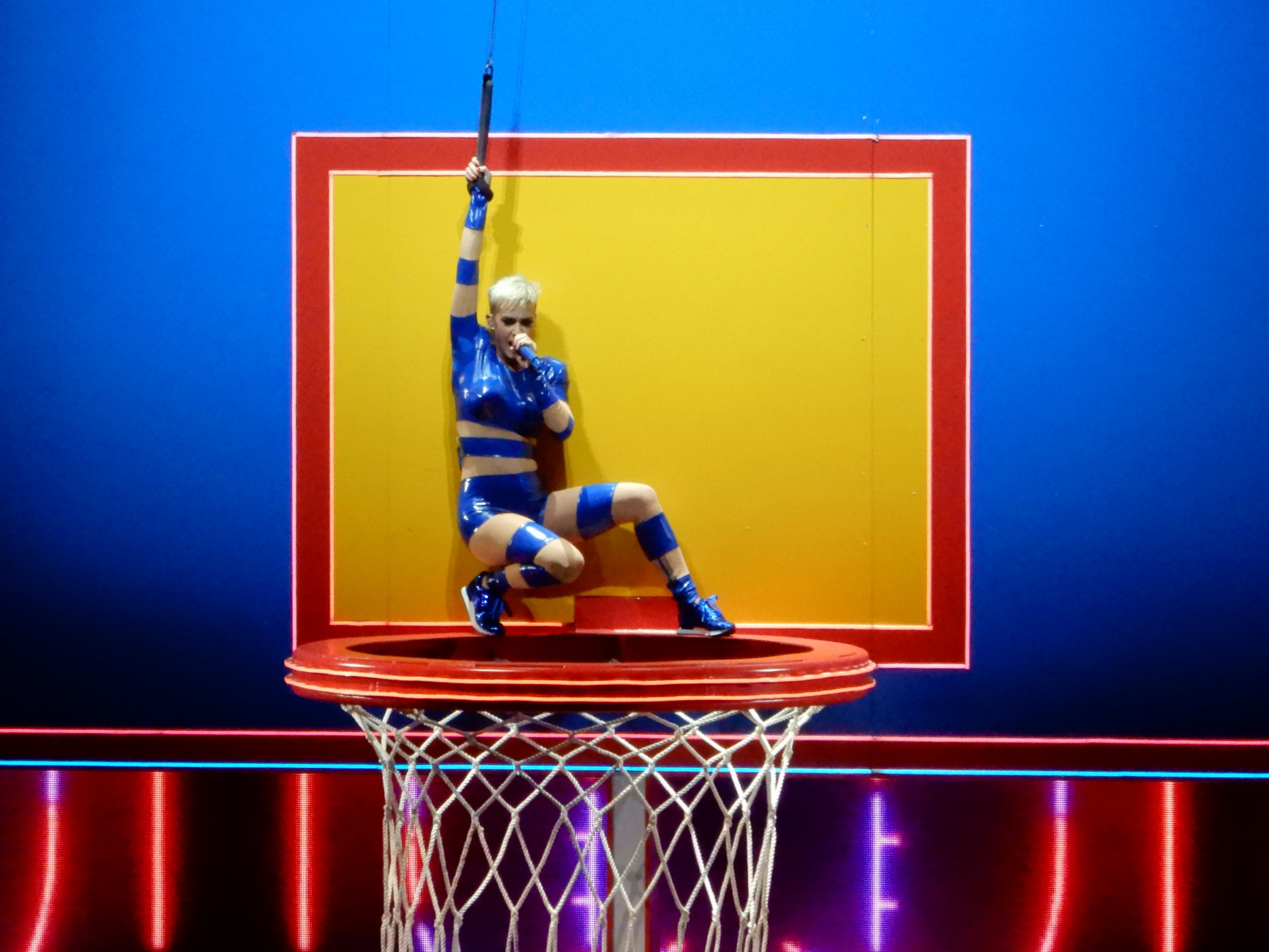
Perry biểu diễn bài hát trong Witness: The Tour, trong một khung cảnh theo chủ đề bóng rổ.

Perry đã trình diễn diễn solo "Swish Swish" trong đêm chung kết mùa Saturday Night Live vào ngày 20 tháng 5 năm 2017. Buổi biểu diễn nhanh chóng gây sốt, với phần lớn sự chú ý dành cho vũ công Russell Horning, được mệnh danh là "Backpack Kid", với động tác nhảy múa tay ("Floss") trở nên bắt chước rộng rãi. Perry cũng đã biểu diễn bài hát này trong buổi trình diễn của cô trên Big Radio 1's Big Weekend vào ngày 27 tháng 5 năm 2017, Liên hoan Glastonbury 2017 vào ngày 24 tháng 6 năm 2017, cũng như trong đêm chung kết The Voice vào ngày 2 tháng 7 năm 2017, có các vũ công nam đi giày cao gót.  Vào ngày 26 tháng 6, Minaj đã trình diễn một đoạn của bài hát tại Lễ trao giải NBA đầu tiên. Perry cũng đã biểu diễn bài hát trực tiếp với Minaj lần đầu tiên tại Giải thưởng Video âm nhạc MTV 2017. Như đã trình bày bởi Billboard  Joe Lynch, Perry bắt đầu thực hiện 'đứng trên đỉnh một nửa bóng rổ khổng lồ trên sân khấu.' Như Lynch đã viết, "các vũ công dự phòng của cô ấy đã thể hiện những tấm lưới che mặt", trong khi sau đó "nửa quả bóng rổ xoay quanh để lộ Nicki Minaj ẩn giấu bên trong." Gần cuối buổi biểu diễn, Perry đã bay "phía trên đám đông và hạ cánh trên một chiếc rổ bóng rổ đúng lúc để kết thúc buổi biểu diễn trên một cú trượt bóng theo nghĩa đen trong khi bóng bay bóng rổ rơi xuống đám đông."  Bài hát cũng được trình diễn trên Perry's Witness: The Tour. Nửa chừng buổi biểu diễn, Perry mời một thành viên từ khán giả trên sân khấu cho một cuộc thi bắn bóng rổ.

## Danh sách bài hát
- Tải xuống kỹ thuật số [16]

1. "Swish Swish" (hợp tác với Nicki Minaj) - 4:02

- Tải xuống kỹ thuật số - Cheat Code Remix [68]

1. "Swish Swish" (Cheat Code Remix) (hợp tác với Nicki Minaj) - 3:01

- Tải xuống kỹ thuật số - Valentino Khan Remix [69]

1. "Swish Swish" (Valentino Khan Remix) (hợp tác với Nicki Minaj) - 3:20

- Tải xuống kỹ thuật số - Blonde Remix [70]

1. "Swish Swish" (Blond Remix) - 4:06

## Sản xuất
Thu âm
- Ghi nhận tại Unsub Studios (Los Angeles, California), Blasé Boys Studios (Hertfordshire, Anh), Jungle City Studios (Thành phố New York, New York) và Glenwood Place Studios (Burbank, California)
- Hỗn hợp tại Mixstar Studios (Virginia Beach, Virginia)
- Làm chủ tại Sterling Sound (Thành phố New York, New York)

Quản lý
- When I'm Rich You'll Be My Bitch (ASCAP), được quản lý bởi WB Music Corp, người chỉ định xuất bản Adam George Dyment, người Ý làm điều đó tốt hơn / Bài hát theo toa / Unsub Pub (ASCAP), Paul M. Sledge (ASCAP), Âm nhạc Barbie Barbie / Bài hát của Universal Inc. (BMI), People Over Planes / Đây là những bài hát của Pulse (ASCAP), WB Music Corp thay mặt cho chính nó và Greyhouse Music (ASCAP) và Central PEC Music (ASCAP)
- Chứa các trích đoạn "I Get Deep" được viết và thực hiện bởi Roland Clark và được xuất bản bởi WB Music Corp thay mặt cho chính nó và Greyhound Music (ASCAP) và Central PEC Music (ASCAP)
- Nicki Minaj xuất hiện với sự giúp đỡ của Young Money Entertainment / Cash Money Records / Republic Records

Sản xuất
- Katy Perry – lead vocals, songwriter
- Nicki Minaj – featured vocals, songwriter
- Duke Dumont – songwriter, producer, synths, drums, programming
- PJ "Promnite" Sledge – songwriter, additional producer, keyboards
- Noah "Malibox" Passovoy – songwriter, additional producer, engineering, vocal producer, additional keys, programming
- Sarah Hudson – songwriter
- Rachael Findlen – engineering
- Zeke Mishanec – engineering assistant
- Aubry "Big Juice" Delaine – additional engineering, vocals recording (Nicki Minaj)
- Ian Findlay – vocals engineering assistant (Nicki Minaj)
- Serban Ghenea – mixing
- John Hanes – mixing engineering
- Randy Merrill – mastering

## Xếp hạng
| Chart (2017)                                     | Peak position |
| ------------------------------------------------ | ------------- |
| Argentina Anglo (Monitor Latino)                 | 16            |
| Úc (ARIA)                                        | 22            |
| Áo (Ö3 Austria Top 40)                           | 69            |
| Bỉ (Ultratip Flanders)                           | 3             |
| Bỉ (Ultratop 50 Wallonia)                        | 14            |
| Canada (Canadian Hot 100)                        | 13            |
| Canada CHR/Top 40 (Billboard)                    | 36            |
| CIS (Tophit)                                     | 45            |
| Colombia (National-Report)                       | 90            |
| Croatia (HRT)                                    | 37            |
| Cộng hòa Séc (Rádio Top 100)                     | 61            |
| Cộng hòa Séc (Singles Digitál Top 100)           | 41            |
| Finland (Suomen virallinen radiolista)           | 6             |
| Pháp (SNEP)                                      | 24            |
| Trường songid là BẮT BUỘC CHO BẢNG XẾP HẠNG ĐỨC  | 76            |
| Hungary (Single Top 40)                          | 17            |
| Ireland (IRMA)                                   | 28            |
| Israel (Media Forest TV Airplay)                 | 1             |
| Italy (FIMI)                                     | 73            |
| Lebanon Airplay (Lebanese Top 20)                | 8             |
| Mexico Airplay (Billboard)                       | 11            |
| Hà Lan (Dutch Top 40)                            | 28            |
| Hà Lan (Single Top 100)                          | 53            |
| New Zealand Heatseekers (RMNZ)                   | 3             |
| Philippines (Philippine Hot 100)                 | 5             |
| LỖI: PHẢI CUNG CẤP DATE CHO BẢNG XẾP HẠNG BA LAN | 16            |
| Bồ Đào Nha (AFP)                                 | 45            |
| Romania (Airplay 100)                            | 54            |
| Nga Airplay (Tophit)                             | 69            |
| Scotland (OCC)                                   | 7             |
| Slovakia (Singles Digitál Top 100)               | 37            |
| Tây Ban Nha (PROMUSICAE)                         | 61            |
| Thụy Điển (Sverigetopplistan)                    | 53            |
| Thụy Sĩ (Schweizer Hitparade)                    | 46            |
| Anh Quốc (OCC)                                   | 19            |
| Anh Quốc Dance (OCC)                             | 3             |
| Ukraina Airplay (Tophit)                         | 34            |
| Hoa Kỳ Billboard Hot 100                         | 46            |
| Hoa Kỳ Dance Club Songs (Billboard)              | 1             |
| Hoa Kỳ Hot Dance/Electronic Songs (Billboard)    | 6             |
| Hoa Kỳ Pop Airplay (Billboard)                   | 33            |
| Venezuela English (Record Report)                | 4             |

| Chart (2017)                              | Position |
| ----------------------------------------- | -------- |
| Canada (Canadian Hot 100)                 | 90       |
| US Dance Club Songs (Billboard)           | 13       |
| US Hot Dance/Electronic Songs (Billboard) | 18       |
| Chart (2018)                              | Position |
| Russia Airplay (Tophit)                   | 199      |

## Chứng nhận
| Quốc gia                                                                           | Chứng nhận  | Số đơn vị/doanh số chứng nhận |
| ---------------------------------------------------------------------------------- | ----------- | ----------------------------- |
| [ 116 ]                                                                            | {{{award}}} | 0                             |
| [ 117 ]                                                                            | {{{award}}} | 0                             |
| [ 117 ]                                                                            | {{{award}}} | 0                             |
| [ 117 ]                                                                            | {{{award}}} | 0                             |
| [ 117 ]                                                                            | {{{award}}} | 0                             |
| [ 116 ]                                                                            | {{{award}}} | 0                             |
| [ 117 ]                                                                            | {{{award}}} | 0                             |
| * Chứng nhận dựa theo doanh số tiêu thụ. ^ Chứng nhận dựa theo doanh số nhập hàng. |             |                               |

| Quốc gia | Chứng nhận | Số đơn vị/doanh số chứng nhận |
| --- | ---------- | ----------------------------- |
| Úc (ARIA) | Bạch kim   | 70.000‡                       |
| Brasil (Pro-Música Brasil) | Kim cương  | 160,000‡                      |
| Canada (Music Canada) | Bạch kim   | 80.000‡                       |
| Pháp | Vàng       | 75,000                        |
| Ý | Vàng       | 0                             |
| Vương quốc Liên hiệp Anh và Bắc Ireland | Vàng       | 0                             |
| Hoa Kỳ | Bạch kim   | 165,288                       |
| * Chứng nhận dựa theo doanh số tiêu thụ. ^ Chứng nhận dựa theo doanh số nhập hàng. ‡ Chứng nhận dựa theo doanh số tiêu thụ và phát trực tuyến. |            |                               |

## Lịch sử phát hành
| Khu vực       | Ngày                     | Định dạng              | Phiên bản            | Nhãn      | Ref.    |
| ------------- | ------------------------ | ---------------------- | -------------------- | --------- | ------- |
| Toàn thế giới | Ngày 19 tháng 5 năm 2017 | Tải xuống kỹ thuật số  | Nguyên bản           | Capitol   | [ 125 ] |
| Toàn thế giới | Ngày 30 tháng 6 năm 2017 | Tải xuống kỹ thuật số  | Cheat Code Remix     | Capitol   | [ 68 ]  |
| Toàn thế giới | Ngày 30 tháng 6 năm 2017 | Tải xuống kỹ thuật số  | Velentino Khan Remix | Capitol   | [ 69 ]  |
| Toàn thế giới | Ngày 25 tháng 8 năm 2017 | Tải xuống kỹ thuật số  | Blonde Remix         | Capitol   | [ 70 ]  |
| Ý             | Ngày 22 tháng 9 năm 2017 | Contemporary hit radio | Nguyên bản           | Universal | [ 126 ] |